# Велика Гора
Велика Гора́ (рос. Большая Гора, марій. Кугу Пӱнчер) — присілок у складі Сернурського району Марій Ел, Росія. Входить до складу Кукнурського сільського поселення.

## Населення
Населення — 71 особа (2010; 66 у 2002).
Національний склад (станом на 2002 рік):
- марі — 98 %